# Koča Popović
Konstantin "Koča" Popović (en serbi ciríl·lic: Константин Коча Поповић) (Belgrad, 1908 -íb., 1992) fou un militar iugoslau. Va participar com a voluntari en la Guerra Civil espanyola des de 1937 fins a 1939, i va ser comandant en cap de la 1a. Divisió Proletària de l'Exèrcit Partisà de Josip Broz Tito en la Segona Guerra Mundial. Va ser conegut com "l'home que va salvar als partisans" perquè va trencar a través de les línies alemanyes durant la crucial batalla del Sutjeska; i després va dirigir l'Exèrcit Popular Iugoslau, arribant a posseir també importants càrrecs polítics al govern de la Iugoslàvia socialista.

## Biografia

### Inicis
Popović procedia d'una pròspera família belgradenca, que es va traslladar a Suïssa el 1912, per la qual cosa el seu idioma matern va ser el francès. Va realitzar la seva formació militar a l'escola d'oficials de Sarajevo, però les seves inquietuds intel·lectuals li van portar a llicenciar-se en Dret en la Universitat de Belgrad. Després es va traslladar a París per estudiar en la Facultat de Filosofia de La Sorbona, i allí va entrar en contacte amb el món de poetes, escriptors, artistes i intel·lectuals d'ideologia esquerrana de la Rive Gauche.

### Guerra Civil espanyola
En la seva etapa parisenca va començar la seva relació amb el llavors il·legal Partit Comunista de Iugoslàvia. A París hi havia un centre gestionat per la Comintern i dirigit per Tito, que va ser utilitzat per reclutar voluntaris dels Balcans per ajudar a la República en la Guerra Civil espanyola. Popović es va allistar en aquest centre i va partir cap a Espanya amb un grup selecte de membres del Partit. Popović va combatre en l'Exèrcit Popular de la República, com comandant de divisió. Quatre dels brigadistes iugoslaus que van combatre en el bàndol republicà van acabar dirigint els quatre grups de l'Exèrcit Partisà d'Alliberament que va combatre els nazis en la Segona Guerra Mundial: Koča Popović l'I, Peko Dapčević el II, Kosta Nađ el III, i Petar Drapšin el IV.
En febrer de 1939, davant el col·lapse de la república espanyola, va creuar a França, sent internat amb altres supervivents iugoslaus en el camp de concentració de Sant Cebrià de Rosselló. El 1940, aquests homes van aconseguir tornar a Iugoslàvia gràcies al suport del Partit Comunista.

### Segona Guerra Mundial

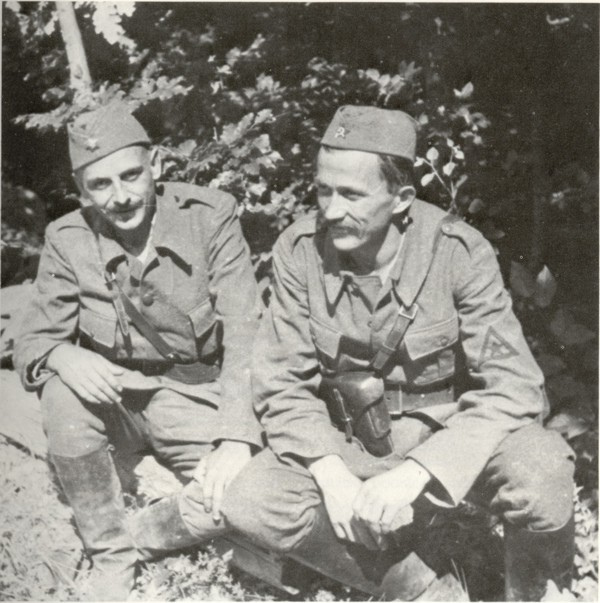
Popović i Danilo Lekić durant una treva en la batalla del Sutjeska de 1943. Popović mostrà tot el seu talent en el setge del Sutjeska, i fou considerat l'"arquitecte de la salvació partisana".

Després de la seva tornada, va ser mobilitzat com a oficial de reserva en el Reial Exèrcit de Iugoslàvia. Després de la rendició de Iugoslàvia a l'exèrcit alemany a l'abril de 1941, Koča va organitzar el destacament Kosmaj durant l'aixecament en Sèrbia. En la formació de la 1a. Brigada Proletària de l'Exèrcit Partisà, Popović es va convertir en el seu comandant, i posteriorment va estar al comandament de la 1a Divisió Proletària.
Durant la seva època com a comandant partisà, va coincidir amb William Deakin, cap de la missió militar britànica a la seu de Tito, que en el seu llibre The Embattled Mountain va escriure de Popović:
| « | «Al capdavant de la Primera Divisió del proletariat es trobava el general Koca Popovic. Hi havia estat present en la nostra primera trobada amb Tito i el seu Estat Major en el matí de la nostra arribada, però la seva identitat no ens va ser revelada. Caut i controlat, amb una ment sensible i disciplinada i força de voluntat, Popovic era un soldat intel·lectual de talent excepcional, la qual cosa tal vegada era aliena a la seva naturalesa interna. […] Era bilingüe, en el seu càustic i polit francès, i les seves defenses mentals eren impenetrables. […] Popovic era un home solitari, un llop solitari amb rars moments de descuit. Tenia un toc de geni militar i un altre d'odi cap a la guerra. Es cuidava de l'amistat, i mantenia un equilibri total entre la ment i el cor. […] Dominant de la freda deliberació i reservat per naturalesa, era l'ídol de les seves tropes, però pocs homes el coneixien de debò». | » |

El seu moment de glòria va arribar durant la batalla del Sutjeska, quan el 10 de juny de 1943, al comandament de la 1a Divisió Proletària, va aconseguir trencar el cèrcol al que els exèrcits alemanys i italià havien sotmès a l'alt comandament i gruix de les forces partisanes al costat del riu Sutjeska, entre Bòsnia i Montenegro. Aquest fet li va valer el sobrenom de "l'home que va salvar als partisans". Segons Deakin, «Com a comandant de la divisió, amb un instint segur i una immediata comprensió de les situacions, Popovic va sentir el punt feble del cèrcol alemany a Montenegro i fou l'arquitecte immediat de la nostra salvació en trencar el setge del cèrcol alemany».

### Postguerra

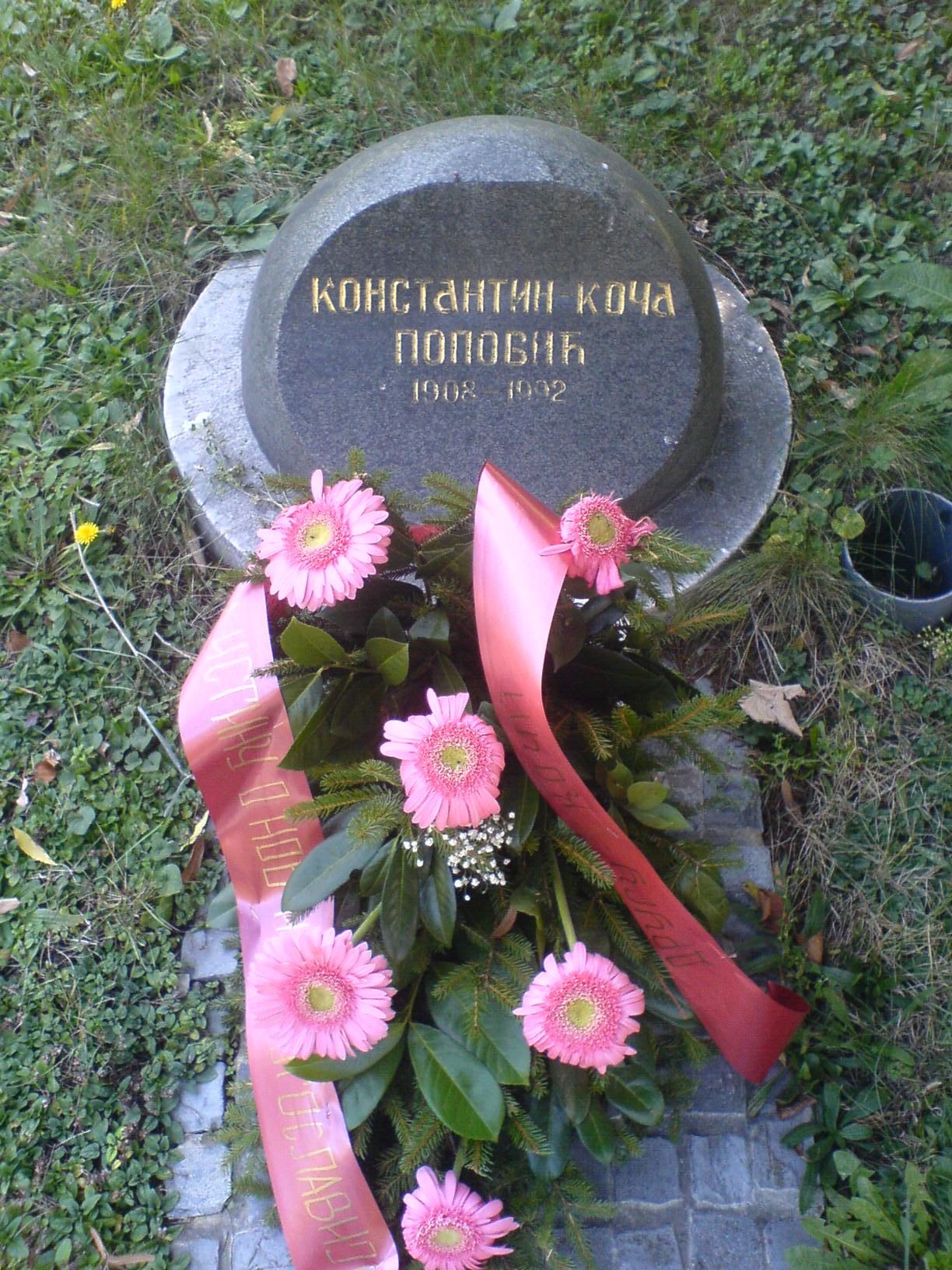
Tomba de Koča Popović al cementeri Novo groblje de Belgrad.

Després de l'establiment del règim comunista a Iugoslàvia el 1945, es va exercir com a Cap de l'Estat Major de l'Exèrcit Popular Iugoslau des de 1946 fins a 1953. En aquesta funció també va dur a terme negociacions amb els representants de les potències occidentals, relacionades amb la modernització de l'Exèrcit Popular durant el període de males relacions amb la Unió Soviètica.
Després, es va convertir en el ministre de Relacions Exteriors de Iugoslàvia (1953) i va mantenir aquest càrrec fins a 1965. Com a encarregat d'assumptes externs, fou el cap de la delegació iugoslava en les sessions de l'Assemblea General de l'ONU en diverses ocasions.
De 1965 a 1972 va actuar com a membre del Consell Executiu Federal, i va ser Vicepresident de Iugoslàvia des de 1966 fins a 1967. Des de 1972, es va retirar de la vida pública. Va ser condecorat amb l'Ordre d'Heroi del Poble de Iugoslàvia, i amb altres condecoracions iugoslaves i estrangeres. Va morir a Belgrad el 20 d'octubre de 1992, i fou enterrat amb honors militars.